# Halictus paraminutus
Halictus paraminutus là một loài Hymenoptera trong họ Halictidae. Loài này được Friese mô tả khoa học năm 1921.